# Észak-Európa

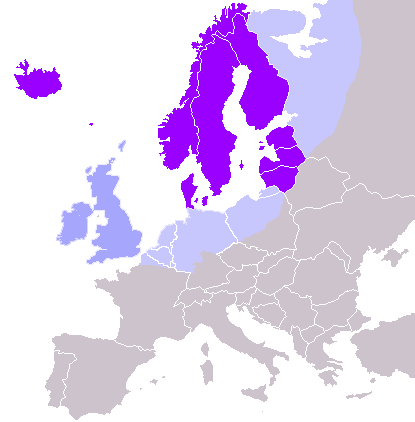
Skandinávia, a balti országok és Izland sötétlila jelöléssel

Európa északi részét nevezzük Észak-Európának, többféle definíció van arra, hogy mely országok tartoznak ide. Területe 1,5 millió km², jórészt az európai szárazföldön helyezkedik el, de ide tartozik Izland, a Feröer szigetek, a Spitzbergák és Ferenc József-föld területe is.

## Meghatározása

### A szűkebb értelemben vett Észak-Európa
A szűkebb értelemben vett Észak-Európához sorolják az alábbi államok területét:
- Skandináv országok: 
  -  Dánia
  -  Feröer – Dánia autonóm országrésze
  -  Finnország[1]
  -  Izland
  -  Norvégia
  -  Svédország
- Balti országok: 
  -  Litvánia[2]
  -  Lettország
  -  Észtország

A főbb városai: Helsinki, Koppenhága, Oslo, Reykjavík, Riga, Stockholm, Tallinn, Vilnius

### Észak-Európa tágabb értelemben
A szűkebb értelemben vett Észak-Európán kívül néha ide sorolják:
- Brit-szigetek
- Benelux államok
- Észak-Oroszország (európai rész)
- Észak-Németország
- Észak-Lengyelország
- Észak-Franciaország (Bretagne, Normandia)

A tágabb értelemben vett Észak-Európát időnként Északnyugat- és Északkelet-Európára osztják.

## Természetföldrajz
Jellemző domborzatára a kétarcúság, nyugaton a Skandináv-hegység területei találhatóak, míg keleten a Balti-ősföld alföldi jellegű vidéke fekszik. A domborzati ellentét miatt kettősség figyelhető meg az éghajlatban és az élővilágban is.

### Kialakulása

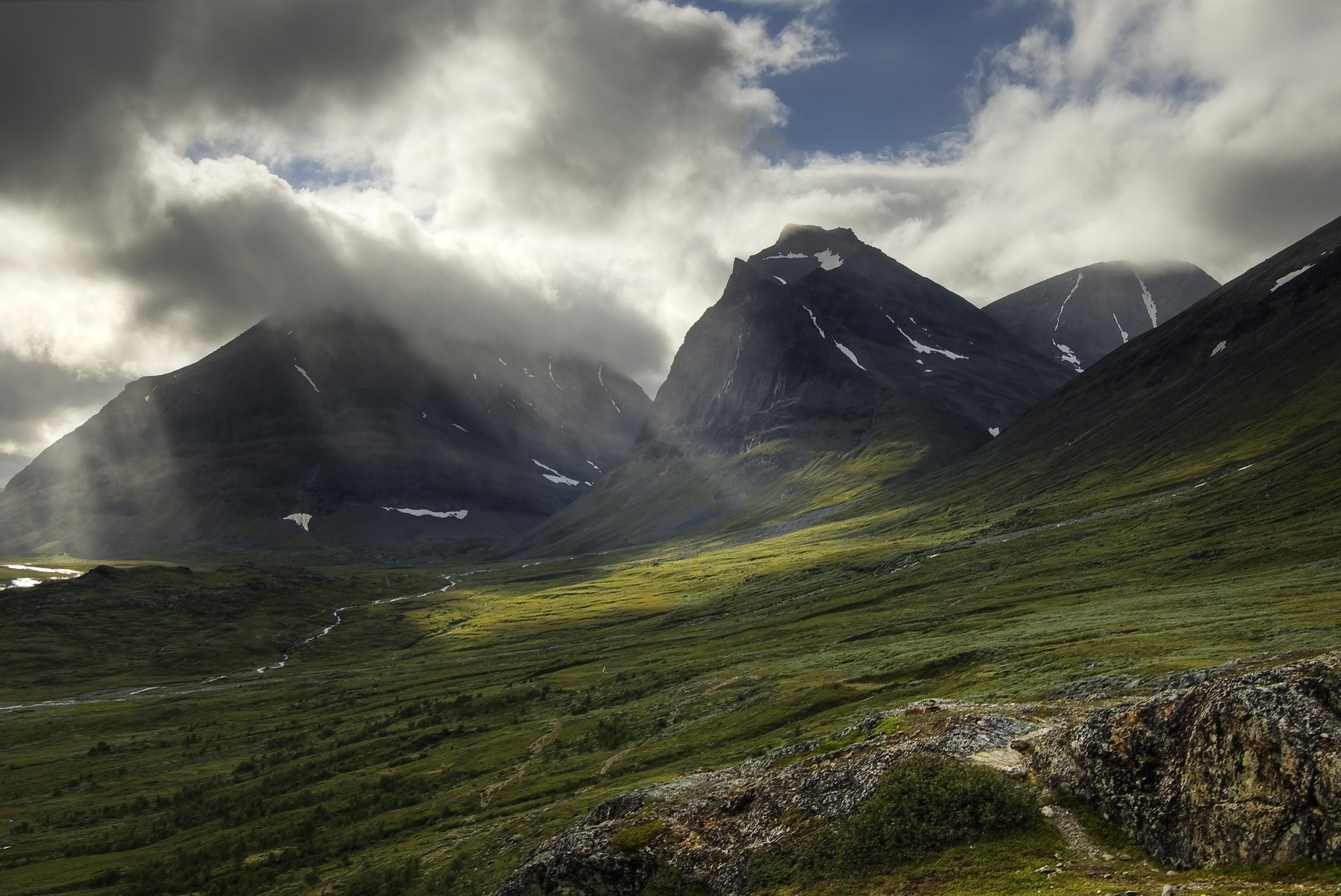
A Kebnekaise-masszívum a Skandináv-hegységben

Észak-Európában találhatóak egész Európa legidősebb és a legfiatalabb területei is. Itt található a Balti-ősföld, mely a kontinens ősi magja, 2-2,5 milliárd évvel ezelőtt alakult ki. A pajzshoz gyűrődött hozzá a Skandináv-hegység. A negyedidőszaki jég előrenyomulása formálta meg ezen tájakat és alakította ki a part menti vásott sziklákat. A Skandináv-hegység és környezetének emelkedése a jégkorszak vége óta folyamatosan tart, a Botteni-öböl térsége napjainkban is évi 3-5 mm-rel emelkedik. Az emelkedés oka az izosztatikus nyomás, mivel a pleisztocén során az itt található jég súlya mélyre nyomta a Balti-ősföldet, ezért a jég elolvadása után megindult a kőzetlemez kiemelkedése, mely még napjainkban sem ért véget. A Balti-ősföld kőzetei felett közvetlenül a pleisztocén üledéklerakódások fekszenek, melyek csupán néhány ezer évesek.

### Éghajlata
Észak-Európa éghajlata sokkal melegebb, mint a hasonló szélességi körökön fekvő egyéb területeké, mint például Szibéria, vagy Kanada. Ez a Golf-áramlatnak köszönhető, amely 5-10 °C-kal növeli e terület évi középhőmérsékletét. Amennyiben ez a tengeráramlat megszűnne, Észak-Európának változna meg legradikálisabban az éghajlata.

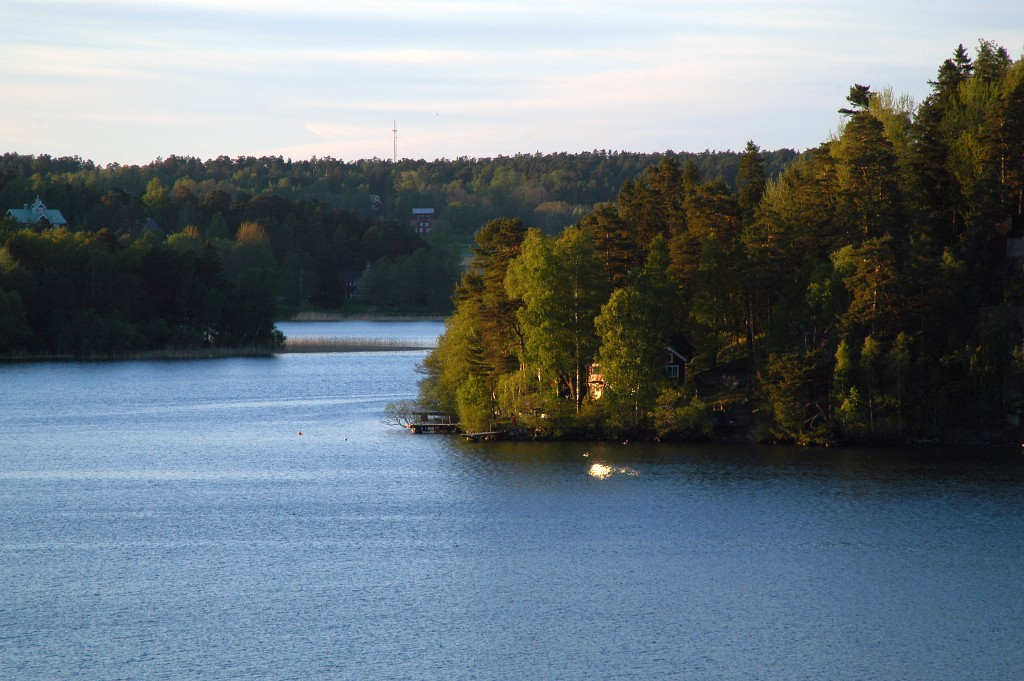
A Mälaren tó

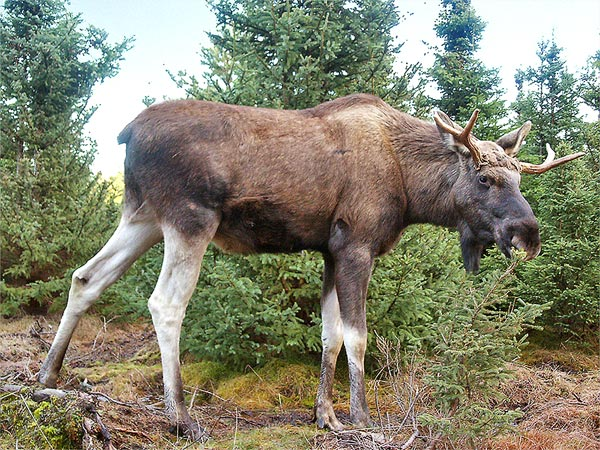
Fiatal jávorszarvas bika a grönåseni jávorszarvasparkban (Svédország)

Észak-Európa éghajlat kétarcúnak mondható, mivel két merőben különböző klímatípus mutatható ki a területen. A Skandináv-hegységtől nyugatra a szubtrópusi óceáni klímatípus, míg keleti oldalán a szubpoláris kontinentális klímatípus a meghatározó. A Golf-áramlat által ért norvég parti részen a januári középhőmérséklet 0-1 °C, a júliusi középhőmérséklet pedig 12-14 °C. A csapadék átlagosan 1600-2000 mm, de néhol a 3000 mm is meghaladhatja. A keleti térségben, a Botteni-öböl környékén a januári középhőmérséklet -10 °C, a júliusi középhőmérséklet pedig 15-17°C. A csapadék itt jóval kevesebb, 400-600 mm hullik évente.

### Vízrajza
Észak-Európában főképp az eljegesedések alakították ki a vízhálózatot. A folyók többnyire rövidek, a vízhálózat sűrű. Észak-Európa legnagyobb folyója a Vänern-tavon átfolyó és a Kattegat-szorosba ömlő Göta älv. A Balti-pajzs folyói kis esésűek, zuhatagosak, emiatt nagy vízerőkészletet jelentenek.
A tavak a jégkorban vésődtek ki és gátolódtak el. A legnagyobb tavak: Ladoga-tó, Onyega-tó, Vänern, Vättern és Mälaren. Finnországban, különösen a Finn-tóvidéken jóval több tó található, ezek kisebbek és sekélyebbek, közülük legnagyobb az Inari. .
Tengerei: Balti-tenger, Északi-tenger, Norvég-tenger, Jeges-tenger, Barents-tenger, Fehér-tenger.

### Élővilága
Észak-Európa a Föld legerdősültebb nagytája, az erdők akár az é.sz. 70° környékén is előfordulhatnak még. Tajga és tundraterületek találhatók itt. A tajgaterületeket főleg lucfenyő, vörösfenyő és erdeifenyő alkotja, aljnövényzetük ritka, talajuk szürke podzol. A tajgát észak felé az erdős tundra követi, itt nyírrel kevert fenyőerdők a jellemzők. Észak felé fokozatosan megjelennek a törpefák. Lappföld északi szegélyénél és a Spitzbergák területén már a tundra a jellemző, növényzetét mohák, zuzmók alkotják, de lápok is előfordulhatnak. A déli területeken lombhullató erdők jelennek meg, itt tölgy, juhar, kőris, szil és bükk fordul elő.
A tundra állatvilágát a rénszarvasok alkotják, napjainkban jellemzőbb már a tenyésztett csorda, mint a vadon élő állomány. Ezen kívül sarki nyúl, sarki róka és lemming él még ezeken a területeken. A tundra jellemző madárfajai: hóbagoly, lappföldi sármány, nagy lilik, pehelyréce. A tajgaterületeken jávorszarvas él, találkozhatunk még barnamedvével, hiúzzal, rozsomákkal és vidrával.

## Társadalomföldrajz

A Kalmari unió

Észak-Európa országait mindig is sokoldalú gazdasági és  politikai együttműködés jellemezte. Az itt élő népek közeli rokonságban állnak, a dánok, a norvégok és a svédek könnyen megértik egymás nyelvét. Ez már nem mondható el Izland és Feröer lakosságáról, melyek mindig is elszigeteltebbek voltak, de a többi skandináv néphez így is közel álltak. A finnek teljesen kitűnnek a többi nép közül finnugor nyelvcsaládba tartozó nyelvükkel. 
A mai lakosság ősei, az északi germán törzsek a déli tengerszorosokon át vándoroltak be a Skandináv-félszigetre. A finnek Kr. u. 1. évezred elején érkeztek a Karéliai-földszoroson keresztül a jelenlegi Finnország területére. A hajózás elterjedése után az itt élő normannok a 8-9. században benépesítették Izlandot és felfedezték Grönlandot, valamint az európai partokon fosztogattak. A 9-11. század során feudális államok alakultak ki, majd a dán királyok a Kalmari unióban egyesítették a svéd, finn és dán területeket. Az országok kapcsolata később is szoros maradt, Norvégia Dániával és Svédországgal is perszonálunióban volt a 18. század végéig.
1954-ben az államok közös észak-európai munkaerőpiacot hoztak létre, kölcsönös letelepedési jogot és egységes vízumpolitikát alkottak meg. 

### Természeti erőforrások

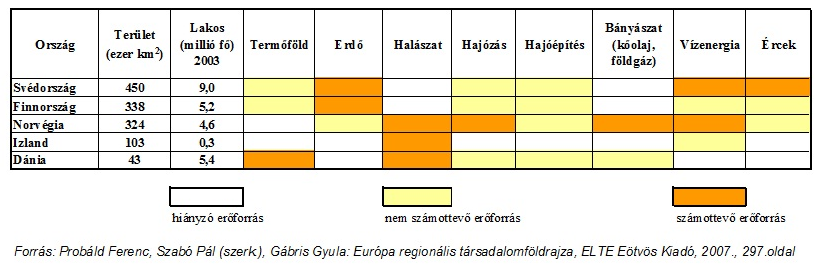
A természeti erőforrások szerepe Észak-Európa országainak gazdaságában

Észak-Európa országaiban hasznosított főbb természeti erőforrások: a termőföld, az erdő, a tenger (szerepe a halászat, a hajózás, hajóépítés), a vízenergia és az ércek. 

#### Termőföld

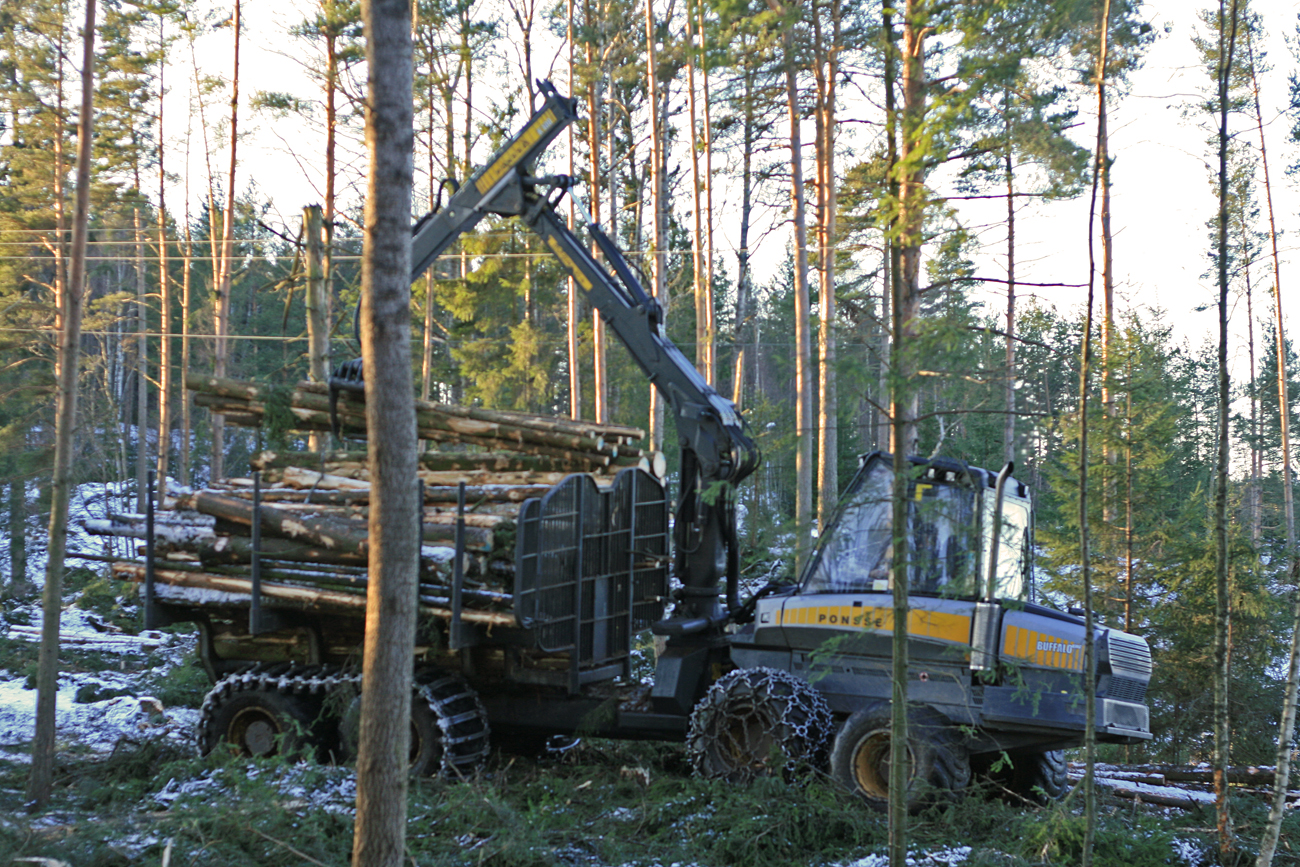
Fakitermelés Norvégiában

A jó termőföld Észak-Európában viszonylag kevés, mivel sok területen a pleisztocén jég taroló munkája miatt hiányzik a megművelhető talajtakaró. Összefüggő termőföld csak a parti síkságokon és a svéd tóvidéken található. Sok területet borít moréna, mely szintén nem kedvez a talajképződésnek. Ezen kívül az éghajlat is korlátozza a mezőgazdasági termelést, a bőséges csapadék kilúgozza a talajt és podzolt hoz létre, illetve sok helyen mocsaras, lápos területek alakulnak ki.
Ez alól kivétel Dél-Svédország és Dánia, ahol már a barna erdőtalaj a jellemző, ez már alkalmasabb a mezőgazdasági művelésre. Dániában a kedvező feltételek miatt magas a szántók aránya, az ennek köszönhető nagy volumenű takarmányozó állattenyésztésre pedig igen fejlett élelmiszeripar épült ki. Svédország, Norvégia, Finnország és Izland viszont már importra támaszkodik az élelmiszeriparban.

#### Erdő
Az erdőgazdálkodásban is megfigyelhetőek területi különbségek. Izland területe szinte teljesen fátlan, Dániában az erdők helyét átvették a szántók. Svédország és Finnország viszont rendkívül gazdag fenyvesekben, mely ipari hasznosításra kiválóan alkalmas. Dél-Svédországban pedig a vegyes erdők és a lombos erdők a meghatározóak. A fakitermelést a sűrű vízhálózat is segíti, mivel így faúsztatással szállítható a kitermelt állomány.
Már a 17. században megindult a nagyobb volumenű kitermelés, a nagyipari feldolgozás pedig a 19. század végén indult el a cellulóz és papíripar kifejlődésével. Észak-Európa a világ cellulóztermelésének mintegy 15%-át adja, a világ papírtermelésében pedig 7-8% a részesedése.

#### A tenger szerepe

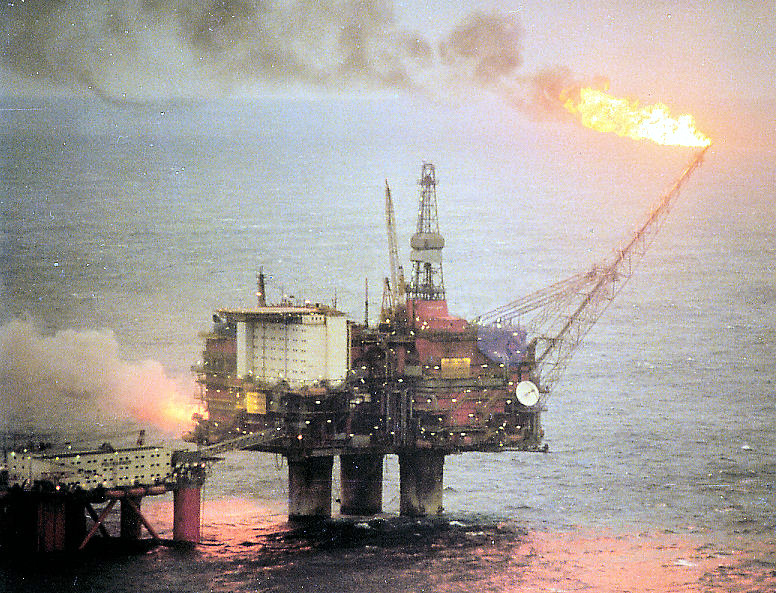
Olajfúrótorony a tengeren

A tenger szerepe a legjelentősebb a térségben, az itt élők történelmük kezdete óta szoros kapcsolatban állnak vele. A természetföldrajzi adottságok is kedveztek a hajózásnak, mivel rengeteg a mélyvizű kikötő, melyek az Észak-atlanti-áramlatnak köszönhetően még télen sem fagynak be. Norvégiában van a legnagyobb hagyománya a tengeri hajózásnak, a flottája a 9. legnagyobb a világranglistán. Az itt található tengerek gazdag halászterületek is, Észak-Európa államai 8-9%-kal részesednek a világon kifogott összes tengeri halzsákmányából.
A tengeri kontinentális talapzat kőolaj- és földgázkészlete is jelentősen hozzájárult az észak-európai országok gazdasági fejlődéséhez. Az itt található selfterületet 1965-gen osztották fel egymás között az országok, a leggazdagabb lelőhelyek Nagy-Britanniának és Norvégiának jutottak. 1971-ben kezdődött megy Norvégiában a kőolaj kitermelése a selfterületről, és pár éven belül jelentős kőolajexporttőrré vált. Az olajat csővezetéken keresztül főként Nagy-Britannia kikötőibe juttatják, a földgázt pedig német és belga kikötőkön keresztül továbbítják. Dánia fennhatósága alatt álló selfterületen is sikerült kőolajat és földgázt feltárni, de ez a mennyiség csak az ország belső igényeit fedezi.

#### Vízenergia

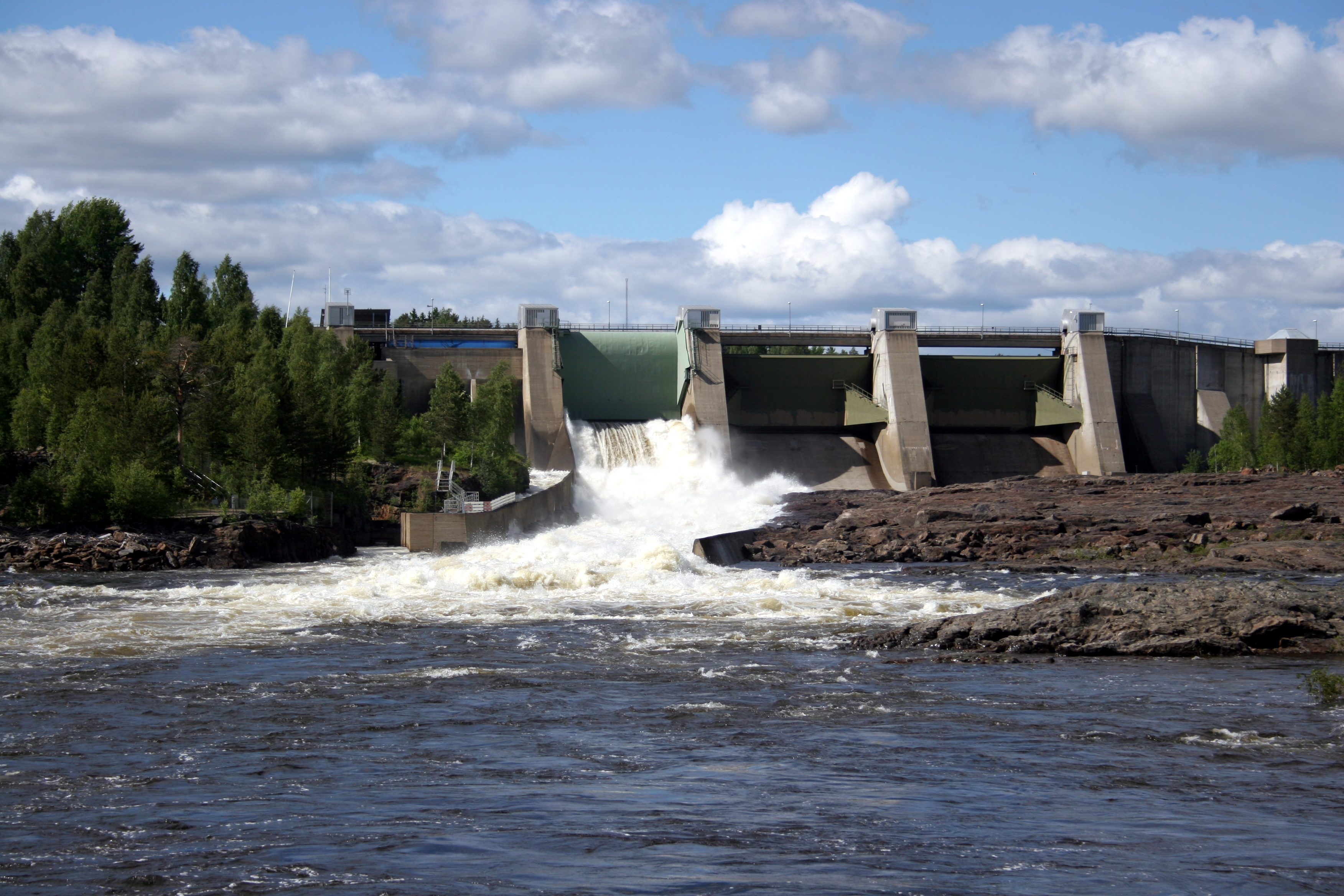
A Stornorrfors vízerőmű Svédországban

A vízenergia hasznosítására rendkívül kedvező adottságokkal rendelkezik a térség. A sűrű és nagy esésű, sebes vízhálózat, természetes víztározók, bőséges csapadék biztosítja, hogy főképp Norvégia és Svédország már az 1880-as évektől vízerőműveket építhessen és ipara kibontakozhasson az így megszerzett olcsó energia segítségével. Norvégia áramtermelése szinte teljesen, Svédországé 40%-ban, Finnországé 10-12%-ban származik vízerőművekből. Dániában inkább a szélerőművek jutnak nagy szerephez, az áramtermelés 20%-át biztosítják.

#### Ércek
A Balti-ősföld és a Skandináv-hegység ércekben rendkívül gazdag terület, Izland és Dánia viszont nem rendelkezik érckészletekkel. Svédország vasércbányászatban az első Európában, valamint Svédország, Finnország és Norvégia hatalmas piritkészletekkel is rendelkezik. A bányászat ezen országokban nagy múltra tekint vissza és a vaskohászatra alapuló fejlett gépiparral rendelkeznek, melyet nagyfokú termelési specializáció jellemez.